# Camillo Boiardo
Camillo Boiardo (gennaio 1480 – 8 novembre 1499) è stato un nobile italiano, figlio di Matteo Maria Boiardo e di Taddea Gonzaga. Fu conte di Scandiano dal 1494 al 1499.

## Biografia

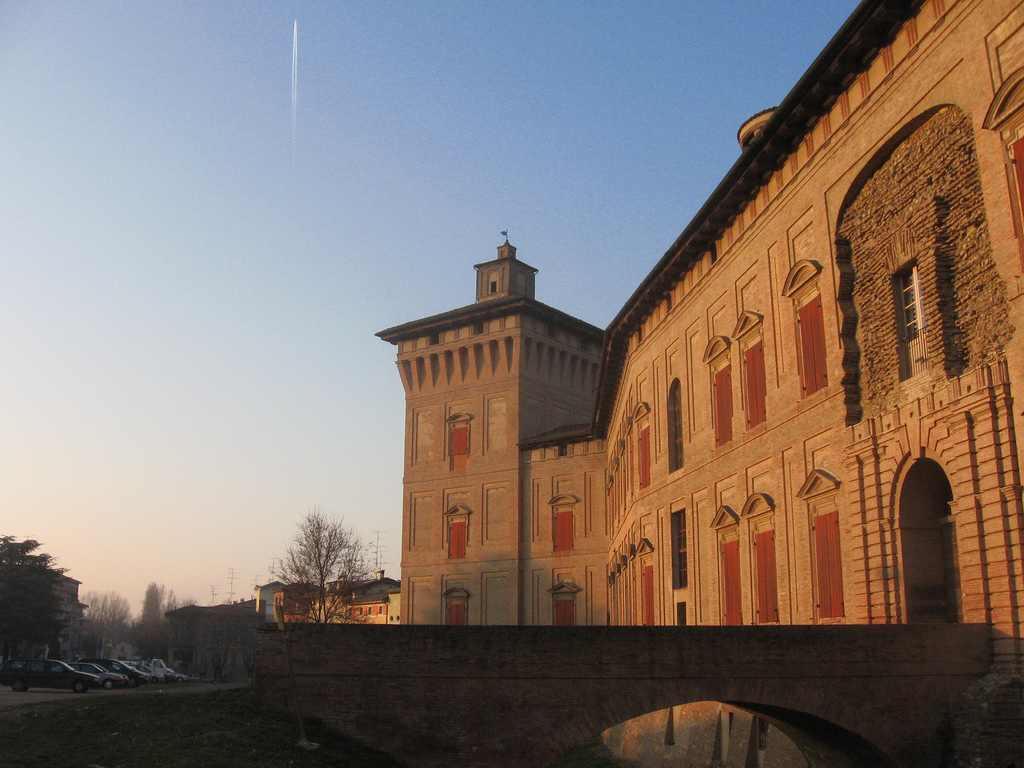
Scandiano, Rocca dei Boiardo.

Camillo Boiardo era figlio primogenito di Matteo Maria Boiardo e di Taddea Gonzaga; fu battezzato il 28 gennaio 1480.
Nel 1494, ancora minore di età, alla morte del padre e sotto la tutela della madre, divenne conte e feudatario di Scandiano.
La sua morte improvvisa nel 1499 sollevò non pochi sospetti: nella relazione fatta dal capitano di Reggio, Francesco Maria Rangoni, al duca di Ferrara Ercole I d'Este, si evidenziava come i medici intervenuti avessero attribuito al veleno le cause del decesso.
Il testamento del padre, Matteo Maria Boiardo, del 1494, lasciava intendere che lo stesso considerava Scandiano non come feudo, ma bensì come proprietà allodiale della famiglia Boiardo, probabilmente in virtù della permuta di Rubiera con Scandiano nel 1423, fatta tra Feltrino Boiardo ed il marchese di Ferrara Nicolò III d'Este.
Il duca di Ferrara Ercole I d'Este tuttavia si avvalse del potere d’investitura feudale e concesse il territorio di Scandiano al conte Giovanni Boiardo; così facendo si riunificava il territorio che era stato diviso nel 1474.
Camillo lasciava, oltre la madre Taddea, quattro sorelle Lucia, Cornelia, Lucrezia ed Emilia.
Lucia Boiardo si sposò nel 1472 con Giovanni Pallavicino, Marchese di Scipione (+ nel 1478), poi con il conte Prosdocimo di Porcia, mentre Cornelia Boiardo era sposata un giureconsulto milanese, il cavalier Gian Battista Simonetta: si è ipotizzato che i due cognati tentassero inutilmente di convincere papa Leone X ad estromettere Giovanni Boiardo dal feudo.
Camillo Boiardo venne tumulato nella tomba di famiglia della chiesa parrocchiale di Scandiano.

## Discendenza
Camillo non si sposò e non ebbe discendenza.

## Ascendenza
|                         |                     |                           | Genitori                      |  |  | Nonni |  |  | Bisnonni            |  |  | Trisnonni          |  |
|                         |                     |                           |                               |  |  |       |  |  | 8. Feltrino Boiardo |  |  | 16. Matteo Boiardo |  |
|                         |                     |                           |                               |  |  |       |  |  | 8. Feltrino Boiardo |  |  | 16. Matteo Boiardo |  |
|                         |                     | 17. Bernardina Lambertini |                               |  |  |       |  |  | 8. Feltrino Boiardo |  |  |                    |  |
| 4. Giovanni Boiardo     |                     |                           |                               |  |  |       |  |  | 8. Feltrino Boiardo |  |  |                    |  |
|                         |                     | 9. Guiduccia da Correggio | 18. Gherardo VI da Correggio  |  |  |       |  |  |                     |  |  |                    |  |
|                         |                     | 9. Guiduccia da Correggio | 18. Gherardo VI da Correggio  |  |  |       |  |  |                     |  |  |                    |  |
|                         |                     | 9. Guiduccia da Correggio | …                             |  |  |       |  |  |                     |  |  |                    |  |
| 2. Matteo Maria Boiardo |                     | 9. Guiduccia da Correggio |                               |  |  |       |  |  |                     |  |  |                    |  |
|                         |                     | 10. Nanne Strozzi         | 20. Carlo Strozzi             |  |  |       |  |  |                     |  |  |                    |  |
|                         |                     | 10. Nanne Strozzi         | 20. Carlo Strozzi             |  |  |       |  |  |                     |  |  |                    |  |
|                         |                     | 10. Nanne Strozzi         | 21. Lodovica Pantaleoni       |  |  |       |  |  |                     |  |  |                    |  |
| 5. Lucia Strozzi        |                     | 10. Nanne Strozzi         |                               |  |  |       |  |  |                     |  |  |                    |  |
|                         |                     | 11. Costanza Costabili    | …                             |  |  |       |  |  |                     |  |  |                    |  |
|                         |                     | 11. Costanza Costabili    | …                             |  |  |       |  |  |                     |  |  |                    |  |
|                         |                     | 11. Costanza Costabili    | …                             |  |  |       |  |  |                     |  |  |                    |  |
| 1. Camillo Boiardo      |                     | 11. Costanza Costabili    |                               |  |  |       |  |  |                     |  |  |                    |  |
|                         | 12. Giacomo Gonzaga | 24. Guido II Gonzaga      |                               |  |  |       |  |  |                     |  |  |                    |  |
|                         | 12. Giacomo Gonzaga | 24. Guido II Gonzaga      |                               |  |  |       |  |  |                     |  |  |                    |  |
|                         | 12. Giacomo Gonzaga | 25. Ginevra Malatesta     |                               |  |  |       |  |  |                     |  |  |                    |  |
| 6. Giorgio Gonzaga      | 12. Giacomo Gonzaga |                           |                               |  |  |       |  |  |                     |  |  |                    |  |
|                         |                     | 13. Ippolita Pio          | 26. Marco I Pio               |  |  |       |  |  |                     |  |  |                    |  |
|                         |                     | 13. Ippolita Pio          | 26. Marco I Pio               |  |  |       |  |  |                     |  |  |                    |  |
|                         |                     | 13. Ippolita Pio          | 27. Taddea de' Roberti        |  |  |       |  |  |                     |  |  |                    |  |
| 3. Taddea Gonzaga       |                     | 13. Ippolita Pio          |                               |  |  |       |  |  |                     |  |  |                    |  |
|                         |                     | 14. Cristoforo I Torelli  | 28. Guido Torelli             |  |  |       |  |  |                     |  |  |                    |  |
|                         |                     | 14. Cristoforo I Torelli  | 28. Guido Torelli             |  |  |       |  |  |                     |  |  |                    |  |
|                         |                     | 14. Cristoforo I Torelli  | 29. Orsina Visconti           |  |  |       |  |  |                     |  |  |                    |  |
| 7. Alda Torelli         |                     | 14. Cristoforo I Torelli  |                               |  |  |       |  |  |                     |  |  |                    |  |
|                         |                     | 15. Taddea Pio            | 30. Marco I Pio (= 26)        |  |  |       |  |  |                     |  |  |                    |  |
|                         |                     | 15. Taddea Pio            | 30. Marco I Pio (= 26)        |  |  |       |  |  |                     |  |  |                    |  |
|                         |                     | 15. Taddea Pio            | 31. Taddea de' Roberti (= 27) |  |  |       |  |  |                     |  |  |                    |  |
|                         |                     | 15. Taddea Pio            |                               |  |  |       |  |  |                     |  |  |                    |  |